# Viereckhof

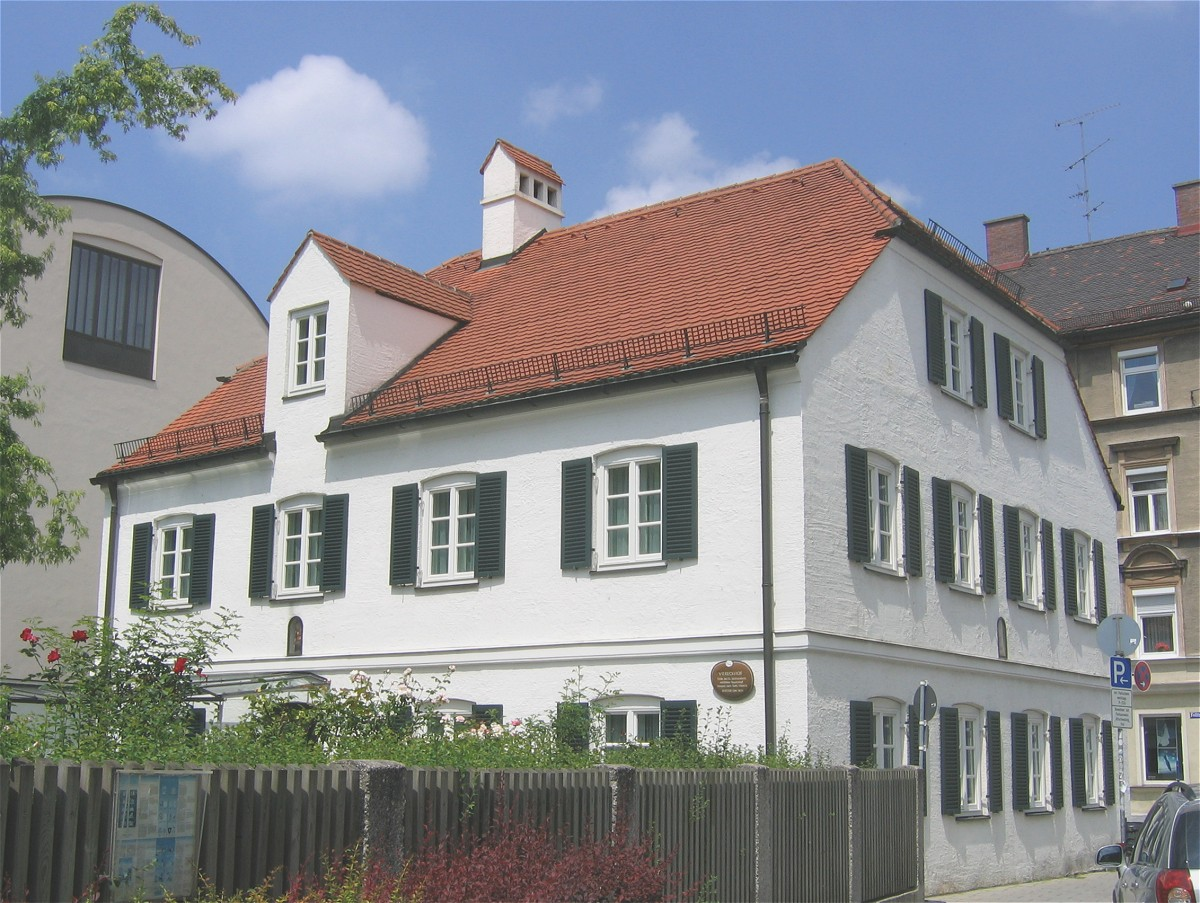
Viereckhof

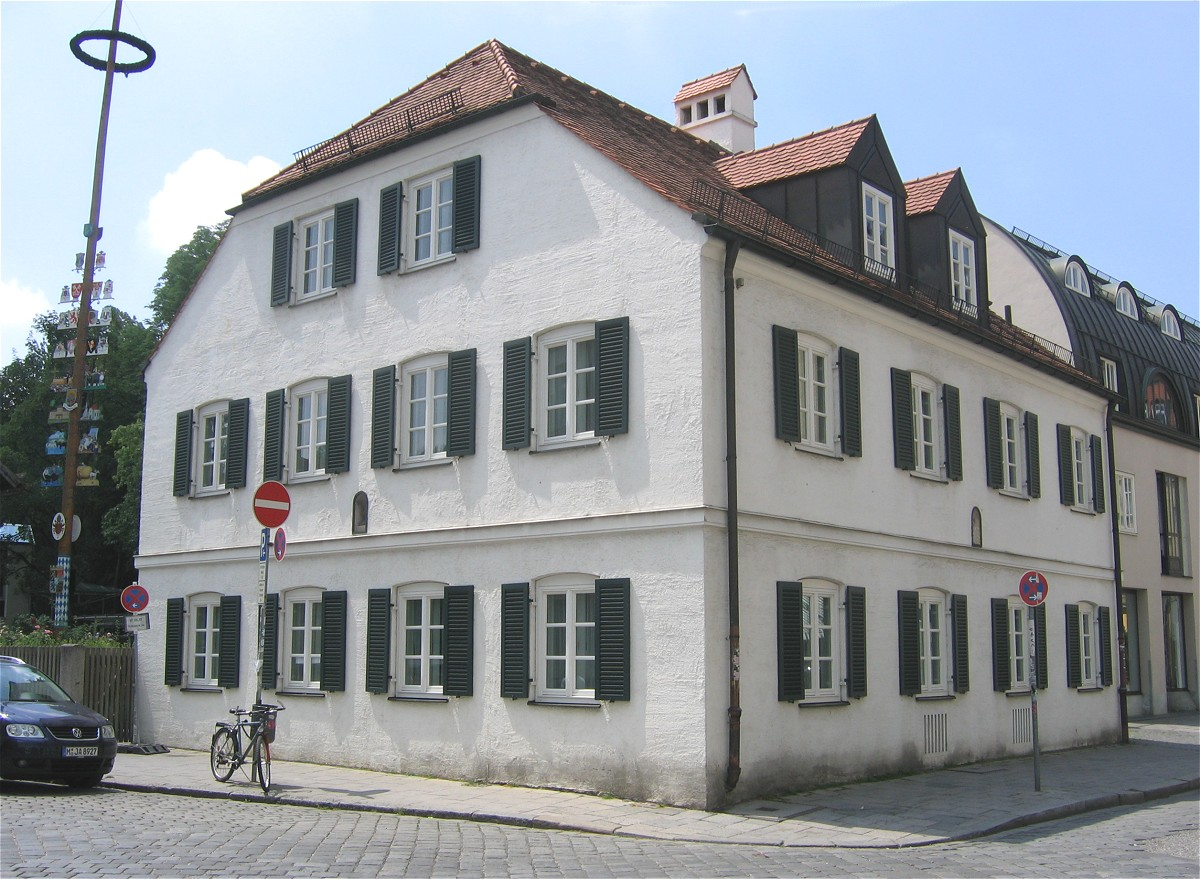
Viereckhof

Der Viereckhof ist ein denkmalgeschütztes Bauernhaus in München. Das Anwesen wurde gegen Ende des 13. Jahrhunderts errichtet und ist damit das älteste erhaltene landwirtschaftliche Gebäude in Schwabing. Benannt wurde der Hof nach Balthasar Viereck, der im Jahr 1635 als Besitzer nachgewiesen ist. Der Viereckhof liegt in der Gunezrainerstraße 9 /Ecke Feilitzschstraße.
Der Bauernhof besteht aus zwei denkmalgeschützten Objekten. Das Wohnhaus ist ein für das bayerische Voralpenland charakteristischer Einfirsthof. Das heutige Erscheinungsbild mit deutlich erkennbaren barocken Elementen erhielt der Bau 1787. Im gleichen Jahr entstand der zugehörige Wirtschaftsteil.
Heute sind in dem Gebäude Seminarräume der Katholischen Akademie in Bayern untergebracht.
Koordinaten: 48° 9′ 37″ N, 11° 35′ 28″ O